# Otto Abshagen
Otto Abshagen (* 4. Juni 1883 in Stralsund; † 21. Oktober 1940) war ein deutscher Bankmanager. Er war Direktor der Deutschen Bank.

## Leben
Otto Abshagen war ein Sohn des Unternehmers Heinrich Abshagen. Nach dem Besuch des Realgymnasiums in seiner Geburtsstadt Stralsund absolvierte er 1901/1902 eine kaufmännische Lehre und studierte anschließend bis 1905 Rechtswissenschaften. Er wurde in Halle mit einer Dissertation zu dem Thema Die Anwendbarkeit der Vorschriften des Bürgerlichen Gesetzbuches über rechtsfähige Vereine auf die Aktiengesellschaft (1906) promoviert. 1910 wurde er Gerichtsassessor und Rechtsanwalt, 1918 Justiziar.
1922 wurde Abshagen stellvertretender Direktor und 1927 stellvertretendes Vorstandsmitglied der Deutschen Bank. Von 1929 bis 1940 leitete er das Generalsekretariat. Er war zudem Vorsitzender des Aufsichtsrates der AG für Vermögensverwertung in Berlin, der Bank für Industriewerte AG Berlin und der August Blase AG.
Er war seit 1915 mit Bertha, geb. Kraut, verheiratet. Aus der Ehe gingen zwei Töchter hervor.